# Прокопенко, Владислав Юрьевич
Владисла́в Ю́рьевич Прокопе́нко (укр. Владислав Юрійович Прокопенко; 6 июня 1990, Очаков) — украинский военнослужащий, подполковник, участник российско-украинской войны. Герой Украины (2022).   

## Биография
С марта 2014 года Владислав Прокопенко принимал участие в АТО на востоке Украины. С конца 2018 года продолжил службу в зоне проведения ООС на территории Донецкой области.
С началом полномасштабного вторжения России в Украину в феврале 2022 года, 24–25 февраля, подполковник Прокопенко умело руководил действиями батальона на временно оккупированной территории. Оказавшись в окружении, он принимал быстрые и оптимальные решения, что позволило сохранить личный состав и технику.

## Награды
- Звание «Герой Украины» с удостоением ордена «Золотая Звезда» (2 марта 2022) — за личное мужество и героизм, проявленные в защите государственного суверенитета и территориальной целостности Украины, верность военной присяге.
- Орден Богдана Хмельницкого III степени (4 декабря 2014) — за личное мужество и высокий профессионализм, проявленные в защите государственного суверенитета и территориальной целостности Украины, верность военной присяге.